# Operazione Apache Snow
Operazione Apache Snow (in inglese Operation Apache Snow) fu il nome in codice di un'operazione militare avvenuta dal 10 maggio al 7 giugno 1969 durante la guerra del Vietnam, condotta congiuntamente dalla 101ª divisione aviotrasportata americana e dalla 1ª divisione sudvietnamita nella valle di A Shau, nella provincia di Thua Thien-Hue.

## Antefatti
Nella prima metà del 1968, dopo l'offensiva del Têt, il generale William Westmoreland, prima della sua sostituzione con il generale Creighton Abrams, avvenuta nel mese di giugno, dette ordine di "ripulire" la valle di A Shau, ritenuta una zona nella quale le forze nemiche fossero molto numerose. Allo scopo, ai primi di aprile, fu lanciata una prima offensiva, l'operazione Delaware, che però non diede risultati apprezzabili poiché il nemico non ingaggiò le forze americane; una seconda offensiva, l'operazione Somerset Plain, avvenuta nel mese di agosto, ebbe identico destino, nonostante fossero stati scoperti diversi depositi di materiali; una terza infine, l'operazione Massachusetts Striker, effettuata nel marzo del 1969, consentì l'occupazione di alcuni punti ritenuti chiave ma, ancora una volta, mancò il contatto con il nemico.

## L'operazione
La quarta ed ultima offensiva nella valle di A Shau prese il nome di operazione Apache Snow e prese il via il 10 maggio; analogamente a quelle che l'avevano preceduta, il suo obiettivo era quello di bloccarla e, in questo modo, non solo limitare uno dei "corridoi" che l'esercito nordvietnamita utilizzava per trasportare truppe e rifornimenti nel Vietnam del sud ma anche bloccare i passaggi che partivano dal Laos.
Nell'operazione vennero impiegati dieci battaglioni della 101ª divisione aviotrasportata americana, la cui forza d'assalto iniziale era composta da truppe del 187º, 501º e 506º reggimento di fanteria, integrati con la 1ª divisione sudvietnamita. L'obiettivo principale fu la "collina 937" e la battaglia che ne seguì divenne nota come battaglia di Hamburger Hill; nei dieci giorni di combattimenti che seguirono furono condotti 11 assalti alla collina, principalmente dal 3º battaglione del 187º reggimento, comandato dal tenente colonnello Weldon Honeycutt, che venne conquistata, con la perdita di 80 morti e di 400 feriti, il 20 maggio, venendo tuttavia abbandonata dopo la perquisizione e la distruzione dei bunker.
L'operazione continuò fino al 7 giugno ma i contatti con il nemico furono ancora una volta limitati e l'operazione venne interrotta senza avere conseguito il risultato di bloccare la valle.

## Filmografia
- Hamburger Hill: collina 937, diretto da John Irvin (1987) con Dylan McDermott, Tim Quill e Don Cheadle.